# Norroy-lès-Pont-à-Mousson
Norroy-lès-Pont-à-Mousson é uma comuna francesa na região administrativa de Grande Leste, no departamento de Meurthe-et-Moselle. Estende-se por uma área de 5,89 km². Em 2010 a comuna tinha 1 226 habitantes (densidade: 208,1 hab./km²).